# قایق نجات کلاس دی (ایی‌ای۱۶)
لایف‌بوت کلاس دی (ایی‌ای۱۶) (به انگلیسی: D-class lifeboat (EA16)) یک کلاس از کشتی است که طول آن ۴٫۹ متر (۱۶ فوت) می‌باشد.